# Lac Castignon
Der Lac Castignon ist ein See im Norden der kanadischen Provinz Québec.

## Lage
Der Lac Castignon befindet sich 185 km südlich von Kuujjuaq im Norden der Labrador-Halbinsel im Bereich des Kanadischen Schildes auf einer Höhe von ungefähr 185 m. Der See wird vom Rivière Swampy Bay durchflossen. Oberstrom liegt der südöstlich angrenzende See Lac Chakonipau, abstrom der nördlich gelegene Lac Minowean. Der Lac Castignon hat eine Fläche von 107 km².

## Etymologie
Benannt wurde der See nach Charles Castignon (1649–?), einem Mitglied der Compagnie de la Baie du Nord, die in Nordamerika Pelzhandel betrieb.